# Dallas Open (1926)
O Dallas Open foi uma competição masculina de golfe profissional no PGA Tour realizada uma vez, em 1926.
Quem conquistou o título foi o jogador de golfe norte-americano de ascendência escocesa Macdonald Smith, sua segunda vitória no Tour. O vencedor somou 298 tacadas (doze acima do par). Abe Espinosa, de São Francisco, finalizou com 301 e terminou em segundo lugar, à frente do terceiro colocado Bobby Cruickshank, de Chicago, com 303.